# Tosin Cole
Tosin Cole, född 23 juli 1992, är en brittisk skådespelare.
Cole har bland annat medverkat i TV-serierna Doctor Who och Supacell. Han har även medverkat i filmen House Party.

## Filmografi (i urval)
- 2018–2021 – Doctor Who (TV-serie)
- 2023 – House Party
- 2024 – Supacell (TV-serie)